# Monaco aux Jeux olympiques d'hiver de 1992
Cet article contient des informations sur la participation et les résultats de Monaco aux Jeux olympiques d'hiver de 1992, qui ont eu lieu à Albertville en France.

## Résultats

### Bobsleigh
Hommes
| Traîneau | Athlètes                      | Épreuve    | Manche 1      | Manche 1 | Manche 2      | Manche 2 | Manche 3      | Manche 3 | Manche 4      | Manche 4 | Total         | Total |
| Traîneau | Athlètes                      | Épreuve    | Temps         | Rang     | Temps         | Rang     | Temps         | Rang     | Temps         | Rang     | Temps         | Rang  |
| -------- | ----------------------------- | ---------- | ------------- | -------- | ------------- | -------- | ------------- | -------- | ------------- | -------- | ------------- | ----- |
| MON-1    | Gilbert Bessi Michel Vatrican | Bob à deux | 1 min 01 s 55 | 23       | 1 min 02 s 09 | 24       | 1 min 02 s 08 | 22       | 1 min 02 s 41 | 28       | 4 min 08 s 13 | 23    |
| MON-2    | Albert Grimaldi Pascal Camia  | Bob à deux | 1 min 03 s 57 | 44       | 1 min 03 s 88 | 42       | 1 min 03 s 93 | 43       | 1 min 04 s 04 | 44       | 4 min 15 s 42 | 43    |

| Traîneau | Athlètes                                                    | Épreuve  | Manche 1      | Manche 1 | Manche 2      | Manche 2 | Manche 3      | Manche 3 | Manche 4      | Manche 4 | Total         | Total |
| Traîneau | Athlètes                                                    | Épreuve  | Temps         | Rang     | Temps         | Rang     | Temps         | Rang     | Temps         | Rang     | Temps         | Rang  |
| -------- | ----------------------------------------------------------- | -------- | ------------- | -------- | ------------- | -------- | ------------- | -------- | ------------- | -------- | ------------- | ----- |
| MON-1    | Albert Grimaldi Gilbert Bessi Michel Vatrican David Tomatis | Four-man | 1 min 00 s 49 | 28       | 1 min 00 s 66 | 28       | 1 min 00 s 74 | 27       | 1 min 00 s 74 | 27       | 4 min 02 s 63 | 27    |

## Référence
- (en) Cet article est partiellement ou en totalité issu de l’article de Wikipédia en anglais intitulé « Monaco at the 1992 Winter Olympics » (voir la liste des auteurs).